# 通用快閃記憶體介面
通用快閃記憶體介面（英語：Common Flash memory Interface），是一份由超微、英特爾、夏普及富士通所共同開發的公開規格書。(超微已將快閃記憶體產品部門出售予飛索)。此份公開規格書可讓所有的快閃記憶體供應商自由免費使用，而且已經由JEDEC非揮發性記憶體小組委員會認證通過。其背景想法是讓不同供應商在現在和未來所提供的快閃記憶體能夠具備互換性。研發人員能夠經由讀取快閃晶片內的辨認資訊來使用一支驅動程式就可以支援不同的快閃產品。
資訊內容包含:
- 記憶體大小
- 位元組與字元組設定
- 區塊設定
- 電壓與時序

此觀念的好處是：
- 基本上，系統軟體內沒有儲存或儲存少量關於快閃裝置資訊的表格
- 當較低價格的快閃記憶體裝置變得可取得時，不用重寫程式碼就可能被使用
- 應該比以前容易且快速調整完成現有的軟體系統

FreeBSD具支援CFI功能。

## 外部連結
JEDEC - 需要註冊後才能取得免費文件
- （英文）JEDEC - Common Flash Interface (CFI) Specification, JESD68.01, September 2003. （页面存档备份，存于）
- （英文）JEDEC - CFI ID Codes, JEP137B, May 2004 （页面存档备份，存于）
- （英文）JEDEC - Standard Manufacturers ID Code, JEP106AC, August 2010 （页面存档备份，存于）

飛索
- （英文）Common Flash Interface Publication 100 (CFI Vendor & Device ID Code Assignments), 2001. (Original link)
- （英文）Spansion - App Note - CFI Spec, 2008. (Original link)
- （英文）Spansion - App Note - Using CFI to Read and Debug Systems, 2007. (Original link)
- （英文）Spansion - Quick Guide to Common Flash Interface, 2008. （页面存档备份，存于）

超微
- （英文）Common Flash Memory Interface Specification and Publication 100